# Lijst van spelers van het Ghanees voetbalelftal
Deze lijst van spelers van het Ghanees voetbalelftal geeft een overzicht van alle voetballers die minimaal vijftig interlands achter hun naam hebben staan voor Ghana. Vetgezette spelers zijn in 2024 nog voor de nationale ploeg uitgekomen.

## Overzicht
- Bijgewerkt tot en met het duel tegen  Niger (2-1) op 18 november 2024

| Naam speler       | Interlands | Goals | Debuut            | Laatst           |
| ----------------- | ---------- | ----- | ----------------- | ---------------- |
| André Ayew        | 120        | 24    | 21 augustus 2007  | 26 maart 2024    |
| Asamoah Gyan      | 107        | 51    | 16 november 2003  | 8 juli 2019      |
| Jordan Ayew       | 104        | 28    | 5 september 2010  | 15 november 2024 |
| Richard Kingson   | 90         | 1     | 27 maart 1996     | 7 juni 2011      |
| Sulley Muntari    | 84         | 20    | 17 mei 2002       | 21 juni 2014     |
| Harrison Afful    | 83         | 0     | 9 februari 2008   | 18 november 2018 |
| John Paintsil     | 83         | 0     | 5 december 2001   | 6 februari 2013  |
| John Mensah       | 82         | 3     | 21 januari 2002   | 15 augustus 2012 |
| Emmanuel Badu     | 76         | 11    | 23 mei 2008       | 4 juni 2017      |
| Abédi Pelé        | 73         | 33    | 5 maart 1982      | 16 februari 1998 |
| Kwadwo Asamoah    | 71         | 4     | 11 februari 2009  | 2 juli 2019      |
| Jonathan Mensah   | 70         | 1     | 31 mei 2009       | 5 juni 2022      |
| Mubarak Wakaso    | 70         | 13    | 13 oktober 2012   | 14 juni 2022     |
| Stephen Appiah    | 69         | 16    | 4 oktober 1998    | 2 juli 2010      |
| John Boye         | 68         | 5     | 22 juni 2008      | 17 november 2020 |
| Yaw Preko         | 68         | 4     | 13 april 1991     | 2001             |
| Anthony Annan     | 64         | 2     | 27 maart 2007     | 20 januari 2013  |
| Christian Atsu    | 60         | 10    | 1 juni 2012       | 29 juni 2019     |
| Michael Essien    | 59         | 9     | 4 januari 2002    | 17 juni 2014     |
| Anthony Yeboah    | 59         | 26    | 8 februari 1987   | 14 april 1993    |
| Samuel Kuffour    | 59         | 3     | 4 september 1994  | 12 juni 2006     |
| Daniel Amartey    | 55         | 0     | 19 januari 2015   | 22 januari 2024  |
| Abdul Rahman Baba | 52         | 1     | 10 september 2014 | 7 september 2023 |
| Charles Akonnor   | 51         | 0     | 30 juni 1991      | 2001             |

GFA · A-internationals · Selecties ·  Bondscoaches · Ghanees vrouwenelftal · Ghana U21 · Ghana U20 · Ghana U19 · Ghana U18 · Ghana U17
1950 – 1959 ·
1960 – 1969 ·
1970 – 1979 ·
1980 – 1989 ·
1990 – 1999 ·
2000 – 2009 ·
2010 – 2019 ·
2020 − 2029
WK 2006 ·
WK 2010 · 
WK 2014
OS 1964 · 
OS 1968 · 
OS 1972 · 
OS 1976 · 
OS 1992 · 
OS 1996 ·
OS 2004
1950 · 
1951 · 
1952 · 
1953 · 
1954 · 
1955 · 
1956 · 
1957 · 
1958 · 
1959 · 
1960 · 
1961 · 
1962 · 
1963 · 
1964 · 
1965 · 
1966 · 
1967 · 
1968 · 
1969 · 
1970 · 
1971 · 
1972 · 
1973 · 
1974 · 
1975 · 
1976 · 
1977 · 
1978 · 
1979 · 
1980 · 
1981 · 
1982 · 
1983 · 
1984 · 
1985 · 
1986 · 
1987 · 
1988 · 
1989 · 
1990 · 
1991 · 
1992 · 
1993 · 
1994 · 
1995 · 
1996 · 
1997 · 
1998 · 
1999 · 
2000 · 
2001 · 
2002 · 
2003 · 
2004 · 
2005 · 
2006 · 
2007 · 
2008 · 
2009 · 
2010 · 
2011 · 
2012 · 
2013 ·
2014 ·
2015 ·
2016 ·
2017 ·
2018 ·
2019 ·
2020 ·
2021 ·
2022 ·
2023
Algerije ·
Angola ·
Argentinië ·
Australië ·
Benin ·
Bosnië en Herzegovina ·
Botswana ·
Brazilië ·
Burkina Faso ·
Burundi ·
Canada ·
Centraal-Afrikaanse Republiek ·
Chili ·
China ·
Comoren ·
Congo-Brazzaville ·
Congo-Kinshasa ·
Cuba ·
DDR ·
Denemarken ·
Duitsland ·
Egypte ·
Engeland ·
Equatoriaal-Guinea ·
Eritrea ·
Ethiopië ·
Gabon ·
Gambia ·
Griekenland ·
Guinee ·
Guinee-Bissau ·
IJsland ·
India ·
Indonesië ·
Irak ·
Iran ·
Italië ·
Ivoorkust ·
Jamaica ·
Japan ·
Joegoslavië ·
Kaapverdië ·
Kameroen ·
Kenia ·
Lesotho ·
Letland ·
Liberia ·
Libië ·
Madagaskar ·
Malawi ·
Maleisië ·
Mali ·
Marokko ·
Mauritius ·
Mexico ·
Montenegro · 
Mozambique ·
Namibië ·
Nederland ·
Nicaragua ·
Nieuw-Zeeland ·
Niger ·
Nigeria ·
Noorwegen ·
Oeganda ·
Oostenrijk ·
Portugal ·
Qatar ·
Rusland ·
Rwanda ·
Saoedi-Arabië ·
Sao Tomé en Principe ·
Senegal ·
Servië ·
Sierra Leone ·
Singapore ·
Slovenië ·
Soedan ·
Somalië ·
Swaziland ·
Tanzania ·
Thailand ·
Togo ·
Tsjaad ·
Tsjechië ·
Tunesië ·
Turkije ·
Uruguay ·
Verenigde Staten ·
Zambia ·
Zimbabwe ·
Zuid-Afrika ·
Zuid-Korea ·
Zwitserland
Brazilië (2006) · 
Duitsland (2014) ·
Italië (2006) · 
Ivoorkust (2015) · 
Portugal (2014) ·
Servië (2010) · 
Tsjechië (2006) · 
Verenigde Staten (2006) · 
Verenigde Staten (2014)